# Mindenki valakié
Mindenki valakié (węg. Każdy czyjś) – drugi album Charliego, wydany w 1995 roku na MC i CD.

## Lista utworów
1. „Mindenki valakié” (4:17)
2. „Kint van a tábla” (4:41)
3. „Játszd újra, Sam!” (5:07)
4. „Hé, nõvér” (4:18)
5. „Az légy, aki vagy” (5:01)
6. „Olvad a jégvilág” (5:24)
7. „Szökevény” (5:05)
8. „Egy magazin címlapján” (4:19)
9. „Vidékre költözöm” (4:27)
10. „Ez az az álom” (5:00)
11. „Zenegép” (4:05)

## Wykonawcy
- Károly Horváth – wokal
- István Lérch – organy, organy Hammonda, syntezatory
- Attila László – gitary
- Béla Lattmann – gitara basowa
- Lajos Gyengye – perkusja
- Kornél Horváth – perkusja
- Péter Csiszár – saksofon
- István Elek – saksofon
- István Fekete – trąbka
- Bes Tisza – wokal
- Csilla Auth – wokal
- Orsolya Tunyogi – wokal
- Henriette Cserovszky – wokal
- Krisztina Pocsai – wokal

## Notowania
| Kraj/Region | Pozycja | Status | Sprzedaż |
| ----------- | ------- | ------ | -------- |
| Węgry       | 1       |        |          |